# Sedum fischeri
Sedum fischeri är en fetbladsväxtart som beskrevs av R.-hamet. Sedum fischeri ingår i Fetknoppssläktet som ingår i familjen fetbladsväxter. Inga underarter finns listade i Catalogue of Life.